# Pedro Lemos
Pedro Lemos dos Reis Magalhães Gomes (Guaxupé, 3 de outubro de 1979), é um ator brasileiro. Ficou conhecido por interpretar o personagem Tobias na novela Chiquititas em 2013 e Waldisney em As Aventuras de Poliana em 2018.

## Carreira
Estreou na terceira temporada da telessérie Antônia interpretando o personagem Lucas. Em 2009 interpretou Fábio na minissérie Trago Comigo. Foi contratado pelo SBT, e em 2011 estreou na TV aberta, interpretando Padre Inácio, na telenovela Amor e Revolução. Com o sucesso de seu personagem na novela anterior, foi convidado para interpretar o Tobias/Tomaz Ferraz, no remake da obra de grande sucesso de Cris Morena, Chiquititas.  Em 2013, reprisou o papel de Fábio, quando participou do filme Trago Comigo, baseado na série. Em 2016 participou do especial de fim de ano do SBT Mansão Bem Assombrada, interpretando o protagonista Zeppa.  Depois de dois anos fora da TV, em 2018, fez uma participação na série Rua Augusta, com o personagem Mauro e, no mesmo ano, foi convidado pelo SBT para fazer testes para a novela As Aventuras de Poliana, no qual ele interpretou Waldisney (Rato). 
Em 2022 participou de Poliana Moça, a 2ª temporada da novela As Aventuras de Poliana.
Em 2022 ingressou como tecladista na banda Neural. 

## Filmografia

### Televisão
| Ano           | Título                  | Papel                       | Notas                       |
| ------------- | ----------------------- | --------------------------- | --------------------------- |
| 2007          | Antônia                 | Lucas                       | 1ª Temporada                |
| 2009          | Trago Comigo            | Fabio                       | Minissérie                  |
| 2011–2012     | Amor e Revolução        | Padre Inácio                |                             |
| 2013–2015     | Chiquititas             | Tobias Ramos / Tomás Ferraz |                             |
| 2015          | Mansão Bem Assombrada   | Zepa                        | Especial de fim de ano      |
| 2018          | Rua Augusta             | Mauro                       | Episódioː"2"                |
| 2018–2020     | As Aventuras de Poliana | Waldisney (Rato)            | 1° Temporada                |
| 2022–23       | Poliana Moça            | Waldisney (Rato)            | 2° Temporada                |
| 2022–presente | A Praça É Nossa         | Vários personagens          |                             |
| 2025          | A Caverna Encantada     | Enigma (Super Punk)         | Episódios: "23–25 de junho" |

### Cinema
| Ano  | Título       | Papel | Notas                  |
| ---- | ------------ | ----- | ---------------------- |
| 2013 | Trago Comigo | Fábio | Filme baseado na série |

### Internet
| Ano  | Título              | Personagem                      | Nota |
| ---- | ------------------- | ------------------------------- | --- |
| 2024 | Embrulha pra Viagem | Vendedor Rafael Gustavo Rogério | Episódio: "Burrão e o Tênis" Episódio: "Detesto Pobre Com Filhos" Episódio: "Bens Materiais" Episódio: "Festa do Pijama" |

VideoClipes
| Ano  | Título              | Papel | Notas                          |
| ---- | ------------------- | ----- | ------------------------------ |
| 2018 | Quem Ensinou Fui Eu | -     | Videoclipe de Maiara & Maraisa |

## Música
Tecladista da Banda Neural